# Caspar van Breugel
Caspar van Breugel (Den Haag, 11 maart 1752 - Haarlem, 31 mei 1833) was een belastinghervormer die verantwoordelijk was voor de inning der belastingen in de Meierij van 's-Hertogenbosch.
Hij was het tweede kind van Jan Festus van Breugel, die stadsadvocaat was in Den Haag, en Eva Maria Burman. Op 6 mei 1781 trouwde hij met Mary Douglas, dochter van de commandeur van Den Bosch, Robert Douglas. Het echtpaar kreeg vijf kinderen, onder wie Robert van Breugel Douglas.

## Loopbaan
Van Breugel studeerde rechten aan de Universiteit van Utrecht en promoveerde op 31 mei 1771 op een proefschrift over lijfstraffen. Op 29 september 1776 werd hij ingeschreven in 's-Hertogenbosch en een jaar later werd hij formeel Brabander en kon er zodoende hoge functies gaan uitoefenen. In 1781 werd hij onder meer ontvanger der Gemeene Middelen over de kwartieren Oisterwijk en Maasland. Ook werd hij, in 1790, buitengewoon leenman van de Leen- en Tolkamer, een belangrijk bestuurlijk lichaam.
Op 22 december 1788 had hij een anoniem traktaat gepubliceerd, getiteld: Korte bedenkingen over een nieuw te doene aanschrijving van belastingen in de vier Quartieren van de Meyerye. Hierin ontvouwde hij een belastingstelsel voor de Meierij van 's-Hertogenbosch waarbij de diverse dorpen naar draagkracht zouden moeten bijdragen. Zo zou een rechtvaardiger systeem ontstaan dan tot dan toe gebruikelijk was. Om dit te bewerkstelligen moest deze draagkracht bepaald worden. Daartoe werden onder meer de landerijen opgemeten waardoor al in een vroeg stadium een soort kadaster ontstond.
Ook publiceerde Van Breugel in 1794 een rapport, getiteld: Beschreeve staat van de Meijerije. Dit bevatte een nauwkeurige beschrijving van de economische activiteiten die in de diverse dorpen plaatsvonden. Aldus werd een waardevol document samengesteld dat een gedetailleerd beeld geeft van de bedrijvigheid in deze tijd.

## Bataafse Republiek
Van Breugel koos partij voor de prinsgezinden. Bij de vestiging van de Bataafse Republiek werd hij daarom, in 1794 en 1795 uit zijn functies gezet. Hij wilde nog een vergelijk tot stand brengen tussen de patriot Herman Willem Daendels, die in zijn woning was ingekwartierd, en de prinsgezinde Laurens Pieter van de Spiegel. Dit had geen resultaat en ook zijn hervormingen gingen niet door.
Twee publicaties van zijn hand beschrijven de gebeurtenissen tijdens deze roerige periode, namelijk het -anoniem uitgegeven- Onzijdig verhaal wegens de belegering van 's‑Hertogenbosch door de Fransen van 22 september 1794 tot de overgaaf der stad op 12 oktober 1794 (1794) en de Mémoires sur ce qui s'est passé de remarquable après la capitulation de Bois-le-duc (Verslag over hetgeen zich aan vermeldenswaardigs heeft voorgedaan na de overgave van 's-Hertogenbosch) uit 1821.
In 1803 vertrok hij naar Den Haag waar hij een vertaling verzorgde van het werk van de Engelse econoom George Crawfurd. Ook was hij actief in de armenzorg en als zodanig onderhield hij internationale contacten.

## Eerherstel
In 1806 werd Van Breugel benoemd tot voorzitter van de hoofdcommissie die de verpondingen in het gewest Holland moest regelen, en daarna was hij nog actief binnen het kadaster en van 1812-1819 was hij directeur der Directe Belastingen in Friesland. Daarna was hij nog lid van de Raad van Haarlem en in 1826 verleende koning Willem I hem de titel van baron.

## Externe bron
- Biografie op Brabantserfgoed.nl